# Storia degli ebrei in Danimarca
Gli ebrei in Danimarca hanno una presenza organizzata dal XVII secolo ai giorni nostri. La comunità ebbe nel primo Novecento il suo periodo di massimo sviluppo ed importanza, riuscì a sopravvivere pressoché indenne all'Olocausto grazie al sostegno della popolazione e delle autorità danesi, per ricostituirsi nel dopoguerra. Un tempo forte di oltre 8000 unità, essa conta oggi circa 7000 persone.

## Storia
In conseguenza della Riforma danese, agli ebrei e ai cattolici fu esplicitamente proibito nel 1536 di risiedere in Danimarca. Nel 1622 tuttavia Cristiano IV di Danimarca invitò un gruppo di ebrei a stabilire una comunità nella nuova città di Glückstadt.
Al termine della guerra dei trent'anni, per rilanciare l'economia il re Federico III di Danimarca incoraggiò l'immigrazione ebraica. Comunità si formarono a Fredericia nel 1682 e a Copenaghen nel 1684. Nel 1782 vi erano circa 1830 ebrei in Danimarca, di cui 1503 a Copenaghen. Pur sottoposti a leggi restrittive e discriminatorie, gli ebrei non erano tenuti a vivere in ghetti e godevano di un notevole grado di autogoverno.
Con l'Illuminismo, una serie di riforme furono istituite per favorire l'integrazione degli ebrei nella società danese. Si aprirono per loro le porte dell'istruzione e dell'Università e fu concesso loro il diritto di acquistare immobili.
Le guerre napoleoniche portarono alla completa emancipazione degli ebrei danesi. nel 1814 essi ricevettero uguaglianza di diritti e nel 1849 piena cittadinanza. La vita ebraica poté così svilupparsi liberamente nell'Ottocento, dando agli ebrei un posto rispettato nella società danese. Nel 1833 fu costruita la sinagoga grande di Copenaghen. A metà Ottocento vi erano già oltre 4.000 ebrei in Danimarca.
Ai primi del Novecento, le favorevoli condizioni di vita attrassero numerosi immigranti ebrei dall'est europeo. La popolazione ebraica superò le 6.000 unità. Gli ebrei furono presenti e attivi in tutti i campi della vita culturale e sociale della Danimarca. Numerose associazioni ebraiche svolsero le loro attività. Edvard Brandes fu ministro delle finanze, Herman Trier membro del Parlamento e Georg Cohn fu un consulente governativo di diritto internazionale. Nell'ambito culturale, il critico letterario Georg Brandes, fratello maggiore di Edvard, fu decisivo per lo sviluppo di una letteratura moderna-realistica in tutta la Scandinavia. Egli tuttavia, come il suo fratello minore, più tardi nella vita lasciò l'ebraismo, e dall'inizio del XX secolo ambedue non si consideravano più ebrei.
Nel 1933 il re Cristiano X di Danimarca fu il primo tra i sovrani dei paesi nordici a visitare una sinagoga in occasione delle celebrazioni per il centenario della sua costruzione.
Dopo che l'occupazione della Danimarca da parte della Germania nel 1940, la situazione si fece presto critica per la popolazione danese in generale e dei suoi cittadini ebrei in particolare. Il re cercò in ogni modo di opporsi all'introduzione di leggi discriminatorie e quando nel 1943 le autorità tedesche si predisposero a deportare gli ebrei danesi una vasta operazione clandestina di salvataggio fu messa in opera che trasportò in una notte la quasi totalità degli ebrei danesi (7550 persone) al sicuro nella neutrale Svezia. E quando 450 ebrei danesi furono trasportati a Theresienstadt il continuo interessamento sulla loro sorte da parte delle autorità danesi evitò il peggio. In totale circa 120 ebrei danesi morirono nell'Olocausto, per lo più anziani, meno del 2% della popolazione ebraica del tempo.
Nel dopoguerra gli ebrei danesi poterono rientrare con pieni diritti nella società danese. Oggi il numero degli ebrei è di circa 7000, di cui però solo 2500 ufficialmente iscritte alla comunità. A Copenaghen ci sono diverse sinagoghe attive per le diverse forme di congregazione religiosa. In aggiunta, ci sono due periodici ebraici pubblicati in danese: Rambam, pubblicato da Selskabet per la Dansk-Jødisk Historie, e Alef, una rivista di cultura ebraica.
Gli ottimi rapporti di convivenza con la monarchia e la popolazione danese proseguono inalterati, anche se il conflitto israelo-palestinese non ha mancato di creare in anni recenti qualche tensione con la crescente comunità islamica che oggi conta oltre 250.000 persone. Nel 1983 la regina Margherita prese parte alle celebrazioni per il 150simo anniversario della fondazione della sinagoga grande di Copenaghen e nel 1993 una lapide fu posta all'Ospedale Bispebjerg dove 2.000 ebrei danesi furono nascosti prima di imbarcarsi per la Svezia nell'ottobre 1943. Nel 2004 è stato inaugurato il Museo Ebraico di Copenaghen che offre un quadro completo della presenza ebraica in Danimarca.

## Ebrei danesi
- Kurt Harald Isenstein, scultore
- Georg Brandes, critico letterario (ebreo solo fino a 1910)
- Nathanael Wallich, botanic
- Ludvig Levin Jacobson, Adolph Hannover, e Carl Julius Salomonsen, scienziati